# Lake McDonald Lodge

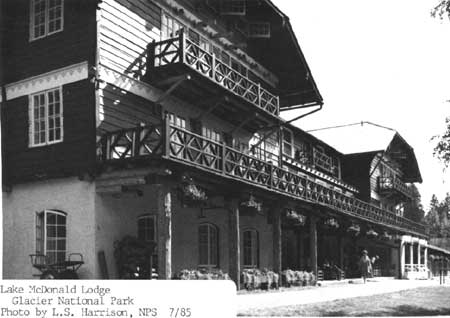
vista del refugio construido en estilo suizo.

El Lake McDonald Lodge es un refugio histórico dentro del Parque nacional de los Glaciares, en Montana, Estados Unidos. Se encuentra en la ribera norte del Lago McDonald. El refugio está construido en estilo suizo. La base es de piedra y la estructura de madera. 

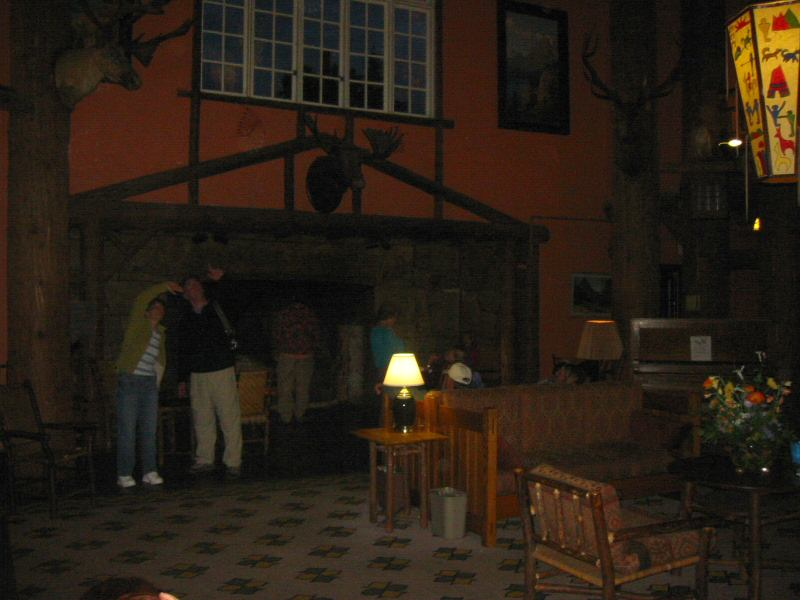
Gran chimenea, en ella se encuentran grabados mensajes en lenguas amerindias
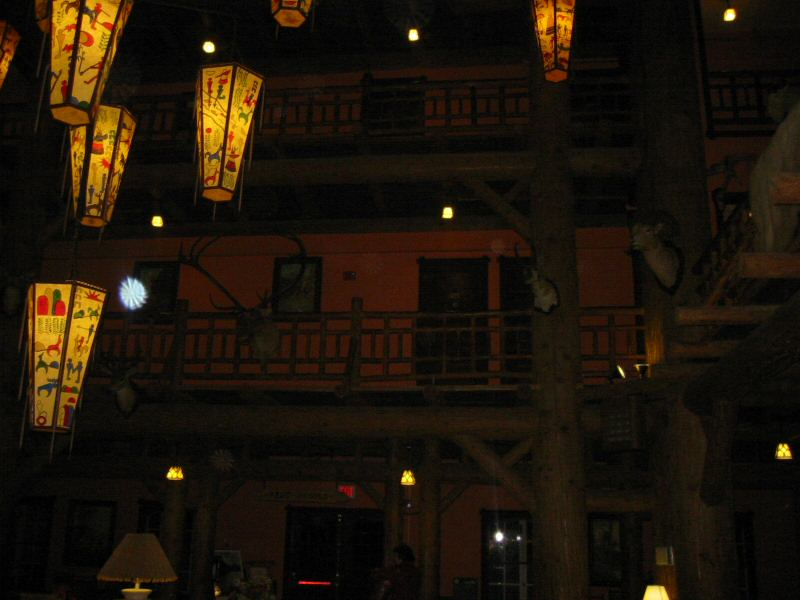
vista de una de las habitaciones

- Datos: Q3216462
- Multimedia: Lake McDonald Lodge / Q3216462